# Apisa homopunctata
Apisa homopunctata är en fjärilsart som beskrevs av Embrik Strand 1912. Apisa homopunctata ingår i släktet Apisa och familjen björnspinnare. Inga underarter finns listade i Catalogue of Life.